# Persephonaster habrogenys
Persephonaster habrogenys är en sjöstjärneart som beskrevs av Fisher 1913. Persephonaster habrogenys ingår i släktet Persephonaster och familjen kamsjöstjärnor. Inga underarter finns listade i Catalogue of Life.